# Göran Hägg

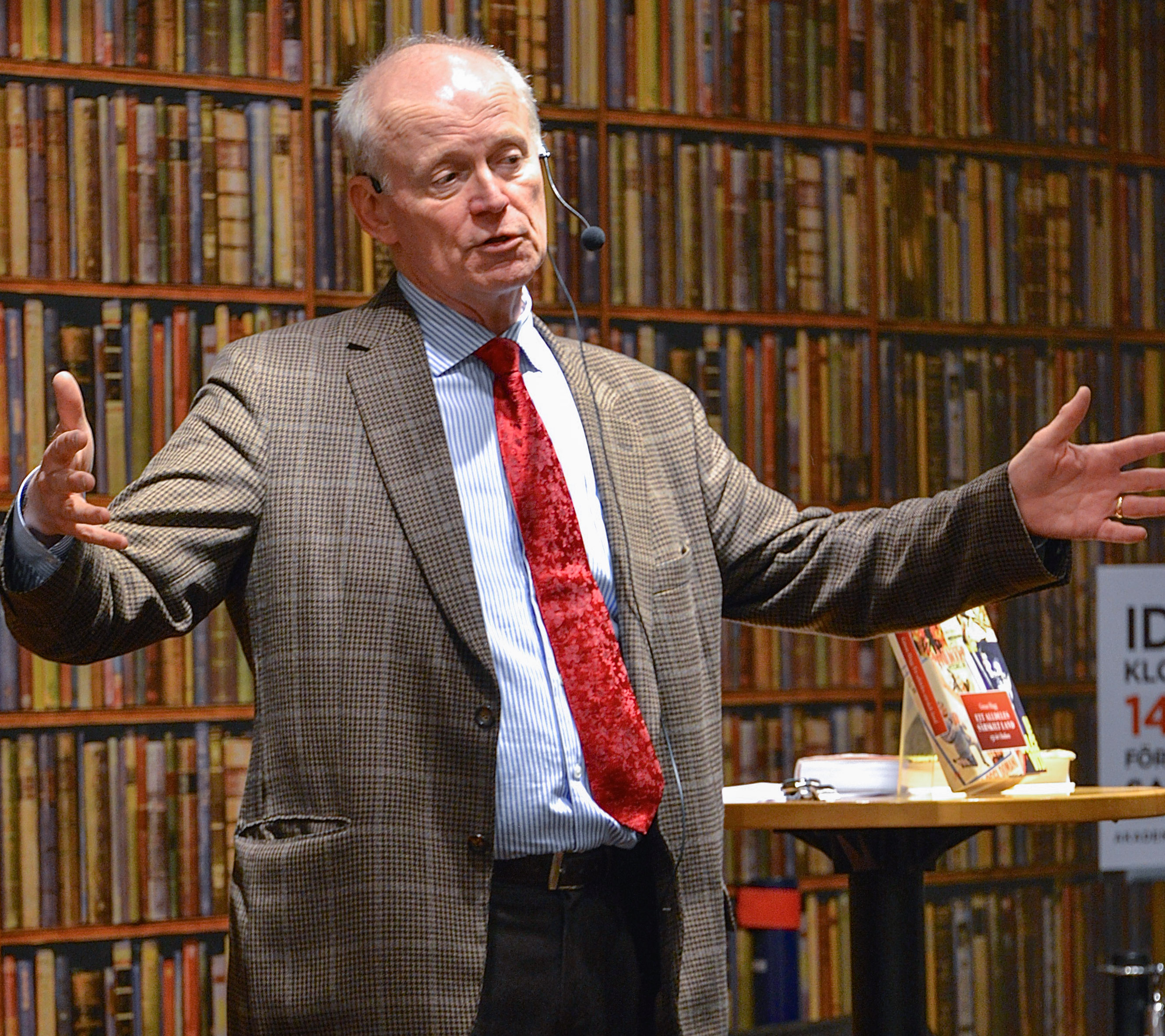
Göran Hägg under ett författarbesök i Stockholm 2013.

Göran Olof Waldemar Hägg, född 7 juli 1947 i Enskede församling i Stockholm, död 30 september 2015 på resa i Italien (skriven i Saltsjö-Duvnäs, Nacka församling), var en svensk litteraturvetare, författare, kritiker och debattör.

## Biografi
Göran Hägg växte upp i Tallkrogen i södra Stockholm. Efter filosofisk ämbetsexamen vid Stockholms universitet 1969 och examen vid Lärarhögskolan i Uppsala 1970 arbetade Hägg från 1971 till 1979 som lärare vid Arbetsmarknadsutbildningen i Stockholm. Erfarenheter från denna period ligger till grund för den satiriska romanen Det automatiska paradiset (1979). Den skönlitterära debuten kom dock redan 1972 med diktsamlingen Ögon.
År 1978 blev Hägg filosofie doktor på avhandlingen Övertalning och underhållning. Den svenska essäistiken 1890–1930  och han var därefter docent i litteraturvetenskap vid Stockholms universitet. Från 1979 var han dessutom verksam som litteraturkritiker i Aftonbladet och från 1981 även i Månadsjournalen, där han skrev fram till tidningens nedläggning 2002. Under mer än 20 år recenserade han i Aftonbladet skolböcker enligt de mått man mäter "riktiga" böcker med.
Efter ett antal egna romaner utkom Den svenska litteraturhistorien (1996). Stort genomslag fick Praktisk retorik (1998) och uppföljaren Retorik idag (2002).
Hägg erhöll Aftonbladets litteraturpris 1974 och har deltagit tre gånger i TV-tävlingen På spåret tillsammans med Caroline af Ugglas. Laget vann 2006/2007, gick till semifinal 2007/2008 och åkte ut i gruppspelet i mästarsäsongen 2012/2013. 
Göran Hägg var son till kamrer Gunnar Hägg (1919–2001) och fritidspedagogen Anna-Märta Olofsson (1922–2003). Han var bosatt i Saltsjö-Duvnäs utanför Stockholm och var från 1969 till sin död gift med socionomen Barbro Severin (född 1947), dotter till Erik Severin och Irma Carlsson, med vilken han hade tre barn.
Göran Hägg avled under en vistelse i Italien.  Han är gravsatt på Nacka norra kyrkogård.

### Kulturhistoria
- Svenska kyrkor – en historisk reseguide, tillsammans med Ann Catherine Bonnier, Ingrid Sjöström och Malin Gezelius (2008)